# Gerba
L'illa de Gerba o Djerba (àrab: جربة, Jarba) és una illa de la costa sud-est de Tunísia, al golf de Gabes, a prop del litoral. Té una superfície de 510 km² i una densitat de més de 100 habitants per km², amb 70.000 habitants. Té alguns cultius de secà, i l'ocupació principal és la pesca; artesanalment es fabriquen mantes. La capital n'és Houmt Souk, amb 20.000 habitants. Està virtualment enllaçada amb el continent per un baix fons que no arriba als 10 metres. Les altres ciutats destacades en són Hara Kabira i Hara Saghira, al nord; i Guellala al sud.

## Història

### Història antiga

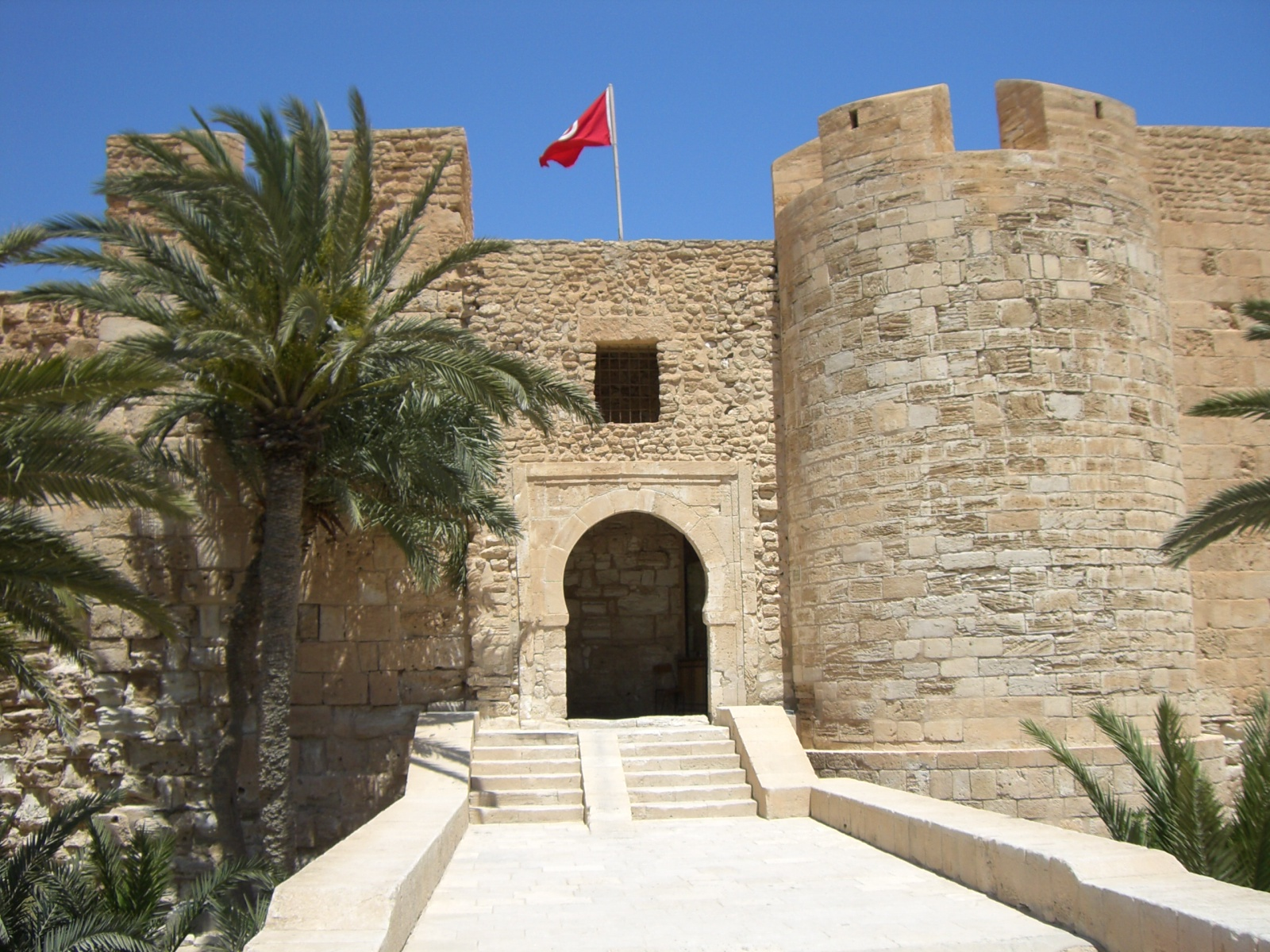
Houmt Souk.

Meninx (Μήνιγξ o Μῆνιγξ) fou el nom antic de l'illa. Scylax l'esmenta com Brachion (Βραχείων). Estava habitada pels lotòfags i se l'anomenava sovint Lotofagitis (Lotophagitis, Λωτοφαγῖτις o Λωτοφάγων νῆσος).
Els romans la van ocupar temporalment en la seva expedició del 253 aC, dirigida per Gneu Semproni Bles, i llavors tenia dues ciutats: Meninx i Thoar.
Hi van néixer els emperadors Trebonià Gal i el seu fill Volusià. En aquest temps, ja era coneguda com a Girba, del qual va derivar el nom modern de Gerba.
Es coneixen dos bisbes de Gerba, Monnul i Vicenç, que van assistir als concilis de Cartago del 255 i 525, respectivament. Al sud-oest de l'illa, s'han localitzat restes de la catedral.
El 665, va caure en mans dels àrabs dirigits per Ruwayf ibn Thàbit, durant la campanya de la Bizacena dirigida per Muàwiya ibn Hudayj.
L'illa va adoptar durant la dominació àrab les creences kharigites.
Al segle xi, quan Ifríqiya fou envaïda pels Banu Hilal, l'illa va restar, de fet, independent i es va dedicar a la pirateria. La va dominar el zírida Alí ibn Yahya el 509 de l'hègira (1115-1116) i el 1135 la van ocupar els normands dirigits per Jordi d'Antioquia, almirall del rei Roger II de Sicília que, el 1148, van ocupar també Mahdiyya. Una revolta de l'illa el 1153 fou esclafada.
Els almohades se la van fer seva el 1160.

### Període català
El 1282, els almogàvers, dirigits per Roger de Llúria al servei del rei Pere el Gran, la van conquerir, durant l'Expedició a Tunis; el 1286 s'hi van incorporar les illes dels Quèrquens, i esdevingué la senyoria de Gerba, de Roger de Llúria i la seva família, feu de la Corona d'Aragó. Roger hi va construir una fortalesa el 1289, prop de l'antiga Meninx, que es va dir Castelló (després Kashtil). Els intents de revolta local i els atacs tunisians van forçar al rei Frederic de Sicília a incorporar l'illa a Sicília el 1309, i conferir el seu govern a Ramon Muntaner, que l'hi va exercir del 1311 al 1314. El 1311, hi va haver un període de fam d'alguns mesos.

### Període hàfsida

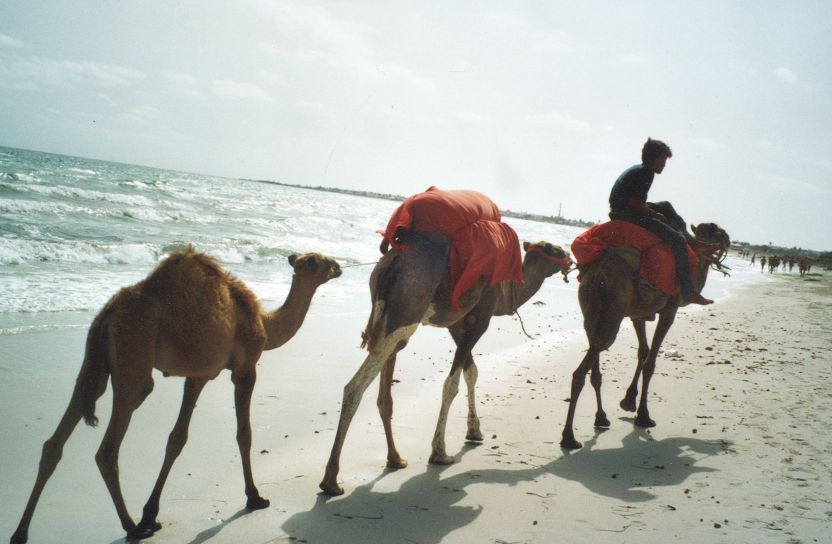
Costa de Gerba.

L'illa es va revoltar amb ajut dels tunisencs (els hàfsides d'Abu Bakr) i tot i l'heroica resistència catalana al Castelló des de 1334, van haver d'abandonar l'illa quan l'almirall Ramon de Peralta no va poder evitar la seva presa en 1335. La van recuperar el 1383 amb ajut d'una flota genovesa manada per Manfredi Chiaromonte, però només la van poder conservar fins al 1387, quan es van haver de retirar. El 1392, la van tornar a ocupar a petició dels habitants, però el 1398 els hàfsides de Tunis la van recuperar.
Nous atacs el 1424 i 1432 d'Alfons el Magnànim, des de Sicília, foren rebutjats i, en el darrer, el mateix emir Abu Faris va venir en socors de l'illa. Els musulmans van construir llavors un castell a la part nord, al costat de l'antiga Girba, que era en ruïnes, que es va dir Burdj al-Kabir. Al seu entorn va néixer la ciutat d'Houmt Souk.
El 1480, els illencs es van revoltar contra l'emir Abu Umar Uthman i van controlar la via que unia el continent amb l'illa, que era de construcció romana i estava molt ben conservada.
Les lluites internes entre Wahbiya i Nakkara, dues faccions de la secta dels ibadites o kharigites, que en dominaven el nord-oest i el sud-est, no van impedir la prosperitat de l'illa. Els illencs pagaven un tribut a l'emir, però restaven independents.
En 1496 la negociació del xeic local, Yahya ben Sahit ben Sumuna a Sicília li va assegurar els subministraments de blat, respectar la independència de l'illa i a prendre les disposicions per funcionés com a port franc de comerç. A canvi d'això el castell rebia una guarnició espanyola per reforçar la seguretat entre la costa d'Itàlia i el nord d'Àfrica. La submissió del xeic de Djerba va desencadenar un immediat atac otomà sobre l'illa, que no la va prendre. La flota de Sicília comandada per Lluís de Margarit va prendre possessió del castell, on restà de governador fins en 1500, que s'abandona.

### Període otomà
Vers el 1500, va quedar sota domini dels otomans. El 1511, fou atacada per la monarquia hispànica sota direcció de Pere Navarro, per establir-hi una fortalesa que assegurés les conquestes d'Orà, Bugia, Alger i Trípoli; el 1513, fou saquejada pels genovesos; el 1523, se'n va assegurar el control Khayr al-Din Barba-rossa; el 1550 s'hi va establir el corsari Dragut.
El 1560, fou atacada altre cop per ordre de Felip II, però en foren expulsats (vegeu Batalla de Gerba (1560)). El 1568, el pasha de Trípoli s'hi va presentar per cobrar una forta contribució; el 1598, l'illa fou assolada per Ibrahim Pasha.
Durant el segle xvi i principis del xvii, l'illa va dependre alternativament dels governadors d'Alger, Trípoli o Tunis, fins que Hammuda Bey (governà del 1631 al 1659) la va incorporar definitivament al govern de Tunis.
El 1705, establerta la dinastia hussainita de Tunísia, el bey o dey es va fer representar a l'illa per un xeic (shaykh) i per caids (kaid) reclutats entre les principals famílies locals. Les principals famílies foren els Semumeni (segle xvi) i després els Bel Djelloud. Un dels membres d'aquesta família, Said, va fer posar totes les barques de cap per avall per impedir que Yunus Bey, fill d'Ali Pasha, pogués entrar a l'illa, cosa que li va costar la vida. A la segona meitat del segle xvii i als segles xviii i xix, la família local dirigent foren els Ben Ayed.
A partir del segle xviii, l'ortodòxia malikita hi va substituir l'ibadisme. Progressivament, la llengua amaziga va començar a perdre terreny enfront de l'àrab. Al segle xviii, va partir incursions dels nòmades Urghamma i Akkara de la Djefarra; el 1705 i 1706, va patir una epidèmia de pesta; el 1794, fou saquejada durant 58 dies per un aventurer anomenat Ali Burghul, que s'havia apoderat de Trípoli; el 1809, va tornar a patir una pesta i, el 1864, fou assolada pels nòmades de la regió de Zarzis.
El mateix 1864, es va revoltar contra el govern central i va patir una epidèmia de pesta. Des del 1846, el dey Ahmad bey hi havia prohibit l'esclavatge, i allò va afectar l'illa, ja que era un dels principals centres del comerç d'esclaus a la Mediterrània juntament amb Gabes, on es venien els esclaus que portaven les caravanes des de Ghadames i Ghat; el comerç se'n va traslladar a Trípoli.
Quan els francesos van arribar a l'illa, era un lloc relativament pròsper. Una guarnició francesa es va instal·lar a Burdj al-Kabir arran de l'establiment del protectorat el 28 de juliol del 1881.
L'11 d'abril del 2002, una bomba va esclatar a la sinagoga de Gerba, en un acte reivindicat per Al-Qaeda.

## Dades locals
Originàriament els habitants són amazics de la branca dels kutama, barrejats amb nefza, hawwara i algunes d'altres. També hi ha una forta presència de població àrab, la seva installació va ser encoratjada pel bey husseinita per difondre el sunnisme a l'illa. Avui dia i també la meitat són ibadites sota la seva forma del wahbisme; la majoria dels ortodoxos en són a l'est i al centre. Els wahbites porten barba i turbant (kashta), els orthodoxe orta el fes vermell
Molt coneguda és la tradició de la djahfa en les cerimònies matrimonials, avui dia derivats en atracció turística, que recorda al segrest de la núvia dels beduïns, i també la meitat són ibadites sota la seva forma del wahbisme; la majoria dels ortodoxos en són a l'est i al centre. Els wahbites porten barba i turbant (kashta).
Molt coneguda és la tradició de la djahfa en les cerimònies matrimonials, avui dia derivats en atracció turística, que recorda al segrest de la núvia dels beduïns.

## Senyors catalans de Gerba
- Roger de Llúria, 1284-1305.
- Roger II de Lloria, 1305-1310 (reconegut 1307).
- Carles de Lloria, 1310.
- Francesc Roger III de Lloria, 1310-1311.

## Governadors catalans de Gerba
- Simó de Montolieu, 1309-1311.
- Ramon Muntaner, 1311-1314.